# إدغار زاباتا
إدغار زاباتا (بالإسبانية: Edgar Zapata)‏ هو لاعب كرة قدم كولومبي، ولد في 1 سبتمبر 1979 في ميديلين في كولومبيا. شارك مع منتخب كولومبيا لكرة القدم. أما مع النوادي، فقد لعب مع أتلتيكو جونيور وأتلتيكو ناسيونال وتيبورونيس روخوس دي فيراكروز وديبورتيفو كالي ونادي نيكاكسا.

## وصلات خارجية
- إدغار زاباتا على موقع قاعدة بيانات كرة القدم.إي يو (الإنجليزية)
- إدغار زاباتا على موقع ناشيونال فوتبول تيمز (الإنجليزية)
- إدغار زاباتا على موقع Soccerway.com (الإنجليزية)